# Mária Terézia magyar királynő
Mária Terézia (régiesen II. Mária, teljes nevén Mária Terézia Walpurga Amália Krisztina, németül: Maria Theresia Walburga Amalia Christina; Bécs, 1717. május 13. – Bécs, 1780. november 29.) a Habsburg-házból származó német-római császári hercegnő, osztrák főhercegnő, magyar, cseh és német királyi hercegnő, 1740-től Ausztria uralkodó főhercegnője, magyar és cseh királynő, valamint Lotaringiai Ferenc császár hitveseként német-római császárné 1745 és 1765 között. A Habsburg Birodalom egyetlen női uralkodója, egyben a Habsburg–Lotaringiai-ház megalapítója.
III. Károly király és Erzsébet Krisztina braunschweig–wolfenbütteli hercegnő legidősebb leánya. Negyven évig tartó uralkodása apja 1740-ben bekövetkezett halálával kezdődött, aki az 1723-as Pragmatica sanctio elfogadásával akarta biztosítani leánya számára az öröklést. A nőági örökösödési rendet azonban többek között Poroszország, Bajorország és Franciaország is elutasította, előbbi 1740 végén még háborút is indított Szilézia meghódítására, amiből a közel kilenc évig tartó osztrák örökösödési háború született és amely területet Mária Terézia a későbbi hétéves háború során megpróbált visszaszerezni, sikertelenül. A hercegségek háborúját lezáró 1748-as aacheni békeszerződés után a Habsburg Birodalom megőrizte egységét és a békés fejlődés korszakába lépett. Magyarország számára is jelentős hatással bírtak későbbi felvilágosult abszolutista rendeletei, többek között az 1754-ben hozott kettős vámrendszer, az 1777-es Ratio Educationis, a Nagyszombati Egyetem reformja és Budára helyezése, és Fiume Magyarországhoz való csatolása is.
Férjét, Lotaringiai Ferenc császárt még 1740-ben az összes uralma alá tartozó országban névleg társuralkodói rangra emelte, ám a valódi hatalmat továbbra is ő maga gyakorolta. Magyar királyként férje esküt tett Pozsonyban a magyar rendek előtt 1741. szeptember 21-én, de nem koronázták meg. Hitvese halálát követően Mária Terézia 1765-ben elsőszülött fiát, a későbbi II. Józsefet tette meg jelképes társuralkodóvá. Házasságából összesen tizenhat gyermek született, köztük két későbbi német-római császár és magyar király, egy francia királyné, egy nápoly–szicíliai királyné.

## Családja

### Származása, testvérei
Mária Terézia osztrák főhercegnő 1717. május 13-án született Bécsben. Édesapja VI. Károly német-római császár (III. Károly néven magyar, II. Károly néven cseh király (1685–1740), a Habsburg-ház utolsó férfi leszármazottja volt. Édesanyja Erzsébet Krisztina braunschweig–wolfenbütteli hercegnő, császárné (Prinzessin Elisabeth Christine von Braunschweig–Wolfenbüttel, 1691–1750) volt. Az uralkodópár négy gyermeke közül Mária Terézia főhercegnő másodikként született:
- Lipót János főherceg (*/† 1716), az egyetlen fiúgyermek, csecsemőként meghalt.
- Mária Terézia Amália Walpurga főhercegnő (1717–1780), a későbbi uralkodónő.
- Mária Anna főhercegnő (1718–1744), aki Károly Sándor lotaringiai herceghez (1712–1780) ment feleségül.
- Mária Amália főhercegnő (1724–1730), gyermekként meghalt.

### Házassága, gyermekei

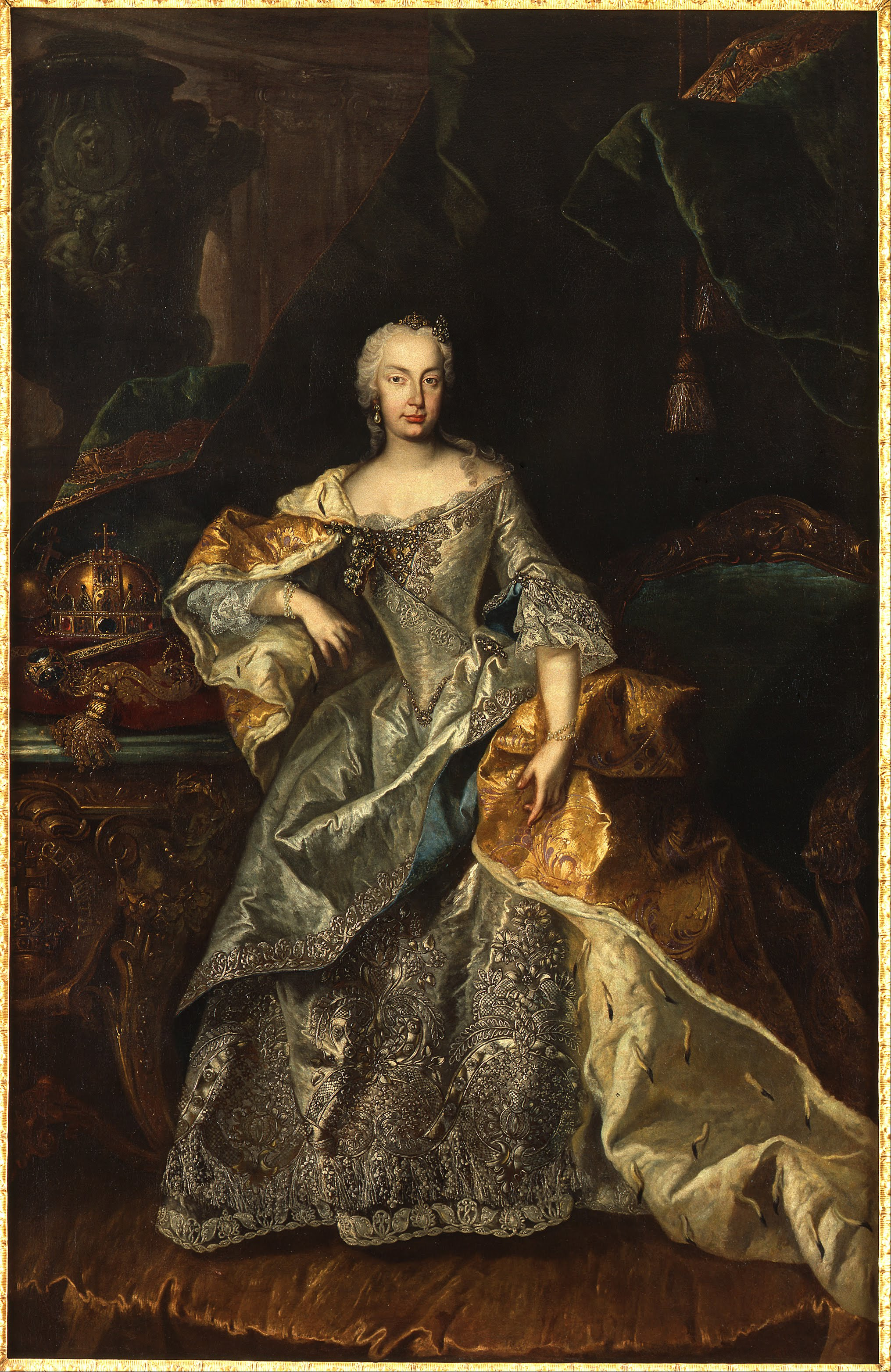
Mária Terézia (1740–1741)

Mária Terézia 1736. február 12-én Bécsben feleségül ment Lotaringiai Ferenc István herceghez (1708–1765), I. Lipót József hercegnek, Lotaringia és Bar uralkodó hercegének (1679–1729) és Erzsébet Sarolta orléans-i hercegnőnek (1676–1744) fiához, a későbbi I. Ferenc német-római császárhoz. Tulajdonképpen már gyerekkoruk óta ismerték egymást, s barátságuk később szerelemmé vált. Ferenc házasságának feltétele Elzász átadása volt, amit Mária Teréziáért meg is tett. Házasságukból 16 gyermek született, velük létrejött a Habsburg–Lotaringiai-ház:
1. Mária Erzsébet Amália főhercegnő (1737–1740), kisgyermekkorban meghalt.
2. Mária Anna Jozefa főhercegnő (1738–1789), betegsége miatt egy klagenfurti kolostorba vonult vissza.
3. Mária Karolina Ernesztina főhercegnő (1740–1741), kisgyermekkorban meghalt.
4. József Benedek Ágost főherceg (1741–1790), később II. József néven német-római császár, magyar (gúnyneve volt a „kalapos király”, mert nem koronáztatta meg magát) és cseh király (1764–1790).
5. Mária Krisztina főhercegnő (1742–1798), aki 1766-ban Albert Kázmér szász–tescheni herceghez (1738–1822) ment feleségül.
6. Mária Erzsébet főhercegnő (1743–1808), akit XV. Lajos francia király feleségéül szántak, de betegsége miatt egy innsbrucki kolostorba kényszerült vonulni.
7. Károly József Emánuel főherceg (1745–1761), fiatalon meghalt.
8. Mária Amália főhercegnő (1746–1804), aki 1769-ben I. Ferdinánd parmai herceghez (1751–1802) ment feleségül.
9. Péter Lipót József főherceg (1747–1792), I. Lipót néven toszkánai nagyherceg, 1790–92 között II. Lipót néven német-római császár, magyar és cseh király.
10. Mária Karolina főhercegnő (*/† 1748), születésekor meghalt.
11. Mária Johanna Gabriella (1750–1762), akit IV. Ferdinánd nápolyi királlyal jegyeztek el, de meghalt az esküvő előtt. (Állítólag öngyilkos lett.)
12. Mária Jozefa főhercegnő (1751–1767), akit elhalt nővére, Johanna Gabriella után szintén IV. Ferdinánd nápolyi királlyal jegyeztek el, de állítólag ő is meghalt az esküvő előtt.
13. Mária Karolina Lujza főhercegnő (1752–1814), aki elhalt nővérei helyett 1768-ban feleségül ment IV. Ferdinánd nápolyi királyhoz (1751–1825), a későbbi I. Ferdinánd nápoly–szicíliai királyhoz, így Nápoly és Szicília királynéja lett.
14. Ferdinánd Károly Antal főherceg (1754–1806), Lombardia főkormányzója, aki 1771-ben elvette Estei Mária Beatrix Ricarda modenai hercegnőt (1750–1829), és megalapította a Habsburg-Lotaringiai-ház Este-Modenai ágát.
15. Mária Antónia főhercegnő (1755–1793), aki 1770-ben feleségül ment XVI. Lajos francia királyhoz. A francia forradalom során férjével együtt kivégezték. Fia, Lajos Károly francia trónörökös herceg 1795-ben fogságban halt meg.
16. Miksa Ferenc főherceg (1756–1801) püspök, kölni választófejedelem, a Német Lovagrend nagymestere, érsek.

## Ifjúkora

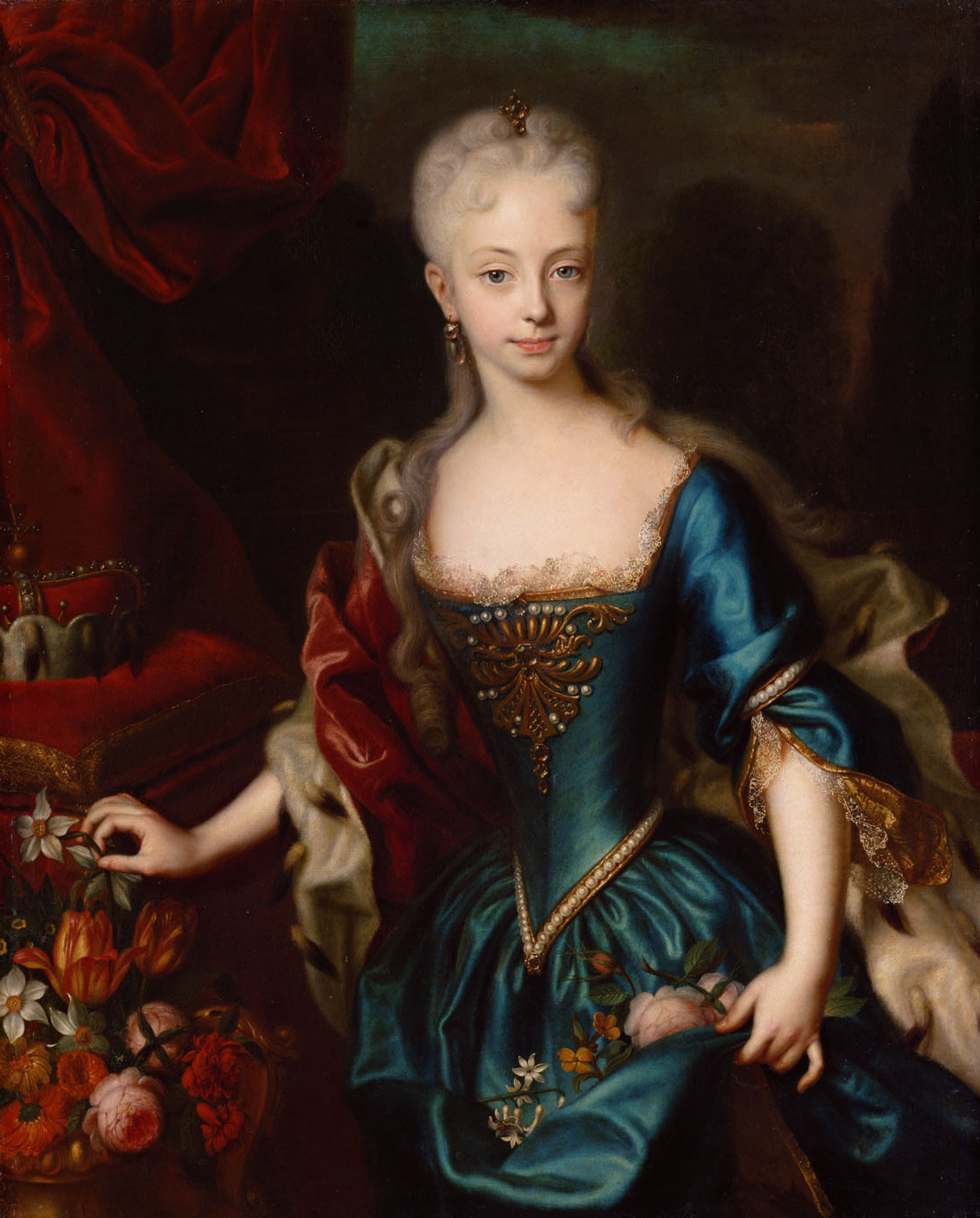
Az ifjú főhercegnő tizenegy éves kora körül (1727 körül)

Mária Terézia főhercegnő VI. Károly császár és Braunschweig–Wolfenbütteli Erzsébet Krisztina császárné második és legidősebb életben maradt gyermekeként született 1717. május 13-án, Bécsben, a kora reggeli órákban, egy évvel bátyja, Lipót János főherceg halála után. Keresztelőjére még születése napján sor került. Keresztszülei az özvegy császárnék lettek: nagynénje, Braunschweig–Lüneburgi Vilma Amália és apai nagyanyja, Pfalz–Neuburgi Eleonóra Magdolna.
Még 1703-ban, I. Lipót császár idején írták alá azt a kölcsönös öröklési szerződést, amely lehetővé tette a leányági örökösödést, ám az elsőbbséget adott Károly elhunyt bátyjának, a korábbi I. József császárnak leányai, Mária Jozefa és Mária Amália főhercegnők számára. Károly végül 1713-ban kiadta a pragmatica sanctiót, amely unokahúgait a saját lányai mögé helyezte az utódlás sorrendjében. A rendelet elfogadásához az európai nagyhatalmak jóváhagyását kérte: Nagy-Britannia például a támogatását attól tette függővé, hogy Ausztria megszünteti az Oostende Társaságot, amelyet Károly az 1731-es bécsi szerződésben végül meg is tett. A pragmatica sanctiót végül elfogadták az európai nagyhatalmak, ám Franciaország, Spanyolország, valamint a Szász és a Bajor Választófejedelemségek mellett Poroszország Károly halála után kihátrált belőle.
Alig egy évvel Mária Terézia születését követően jött világra húga, Mária Anna főhercegnő, majd 1724-ben született Mára Amália nevű testvérük is, aki azonban 1730-ban, gyermekként hunyt el. Mária Terézia hasonlított édesanyjára és húga, Mária Anna pedig őreá. A porosz nagykövet leírása alapján élénk kék szemei, valamint világosbarna haja volt, enyhe vöröses árnyalattal. A Habsburg-család sok más korábbi tagjával ellentétben a főhercegnő szülei és nagyszülei nem álltak közeli rokoni kapcsolatban egymással.
Mária Terézia a leírások alapján komoly és visszafogott gyermek volt, szeretett énekelni és íjászkodni. Édesapja, a császár sokáig reménykedett abban, hogy fiúörököse is fog születni, így leányát nem nevelte uralkodónak. Tanult matematikát, történelmet, táncot és zenét is, ám igazán a nyelvek területén jeleskedett: családjával franciául társalgott, a német nyelv mellett pedig folyékonyan beszélt olaszul, spanyolul és latinul. Oktatását a jezsuiták végezték, ám taníttatása hiányosnak bizonyult: helyesírása és írásjelei szokatlanok voltak, emellett pedig hiányzott belőlük az a fajta formális modor, amely Habsburg felmenőire jellemző volt. A császári család gyakran szervezett operaelőadásokat, többet maga a császár vezényelt le leányai szerepeltetésével.
Mária Terézia tizennégy éves korától édesapja megengedte neki, hogy részt vegyen a birodalmi tanács ülésein, ám az államügyeket sosem vitatta meg leányával. Annak ellenére, hogy élete utolsó évtizedeit Mária Terézia örökségének biztosításával töltötte, Károly császár sosem készítette fel őt a jövőbeni szuverén uralkodói szerepre.

## Uralkodása

### Osztrák örökösödési háború

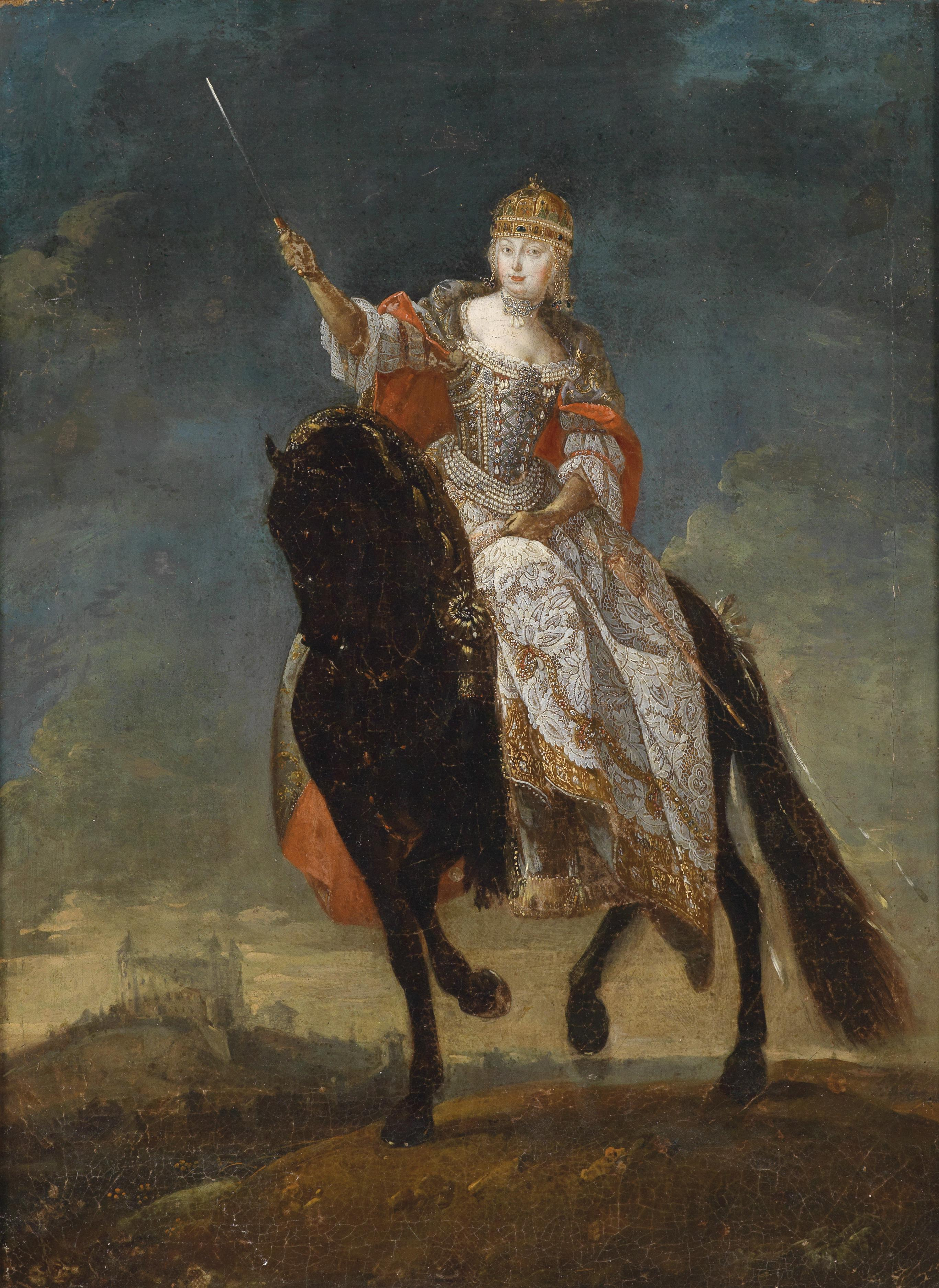
Mária Terézia a koronázási dombon a négy égtáj felé végrehajtott kardcsapás közben Pozsonyban, az 1741-es országgyűlést követően, ahol elhangzott a Vitam et sanguinem pro rege nostro! („Életünket és vérünket királyunkért!”)

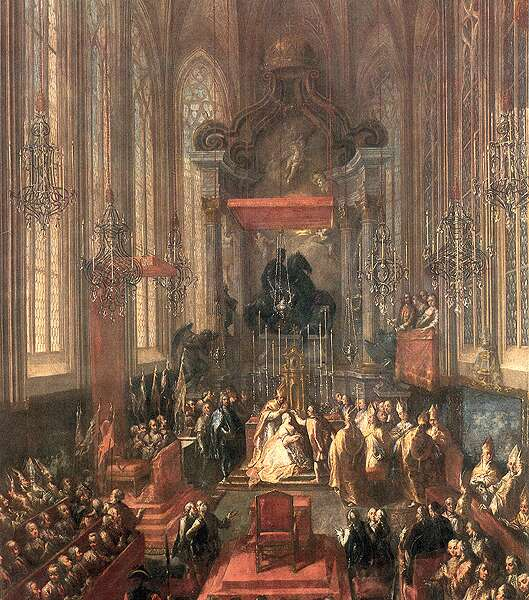
Mária Terézia magyar királynővé koronázása 1741. június 25-én a pozsonyi Szent Márton-székesegyházban

Az 1723-as Pragmatica sanctióban III. Károly kimondta a Habsburg Birodalom feloszthatatlanságát, törvényesítette a nőági örökösödést, és ezt számos nemzetközi szerződésben el is ismertette az európai hatalmakkal, ennek ellenére halála után háború indult az osztrák örökség megszerzéséért, és II. Frigyes porosz király hadüzenet nélkül támadt a Habsburgokra. Az 1740 és 1748 között dúlt háború során a birodalom elveszítette Sziléziát, amely Poroszországhoz került. Az Ausztria elleni háborúba Poroszország mellett bekapcsolódott még Franciaország, Bajorország és Szászország is. A háború kezdetén Ausztria kedvezőtlen helyzetben volt, mert alig egy évvel korábban zárta le a Törökország ellen folytatott háborút. Még Mária Terézia édesapja, az idős III. Károly császár hagyta, hogy az oroszok, akik szintén hadban álltak a törökökkel, meggondolatlanul belerángassák birodalmát ebbe a háborúba. Ennek következtében hatalmas szerbiai, boszniai és havasalföldi területek vesztek el, amelyeket Ausztria még az 1718-as pozsareváci békeszerződésben szerzett meg.
1741. szeptember 11-én, két évvel egy vesztes török háború, és tizenkét éves törvényhozási kényszerszünet után Mária Terézia a Pozsonyba összehívott magyar országgyűléshez fordult, hogy segítsenek koronáját fegyverrel megmenteni. Mária Terézia jól tudta, hogy trónját csak a magyar rendek segítségével tudja megvédeni a porosz fenyegetéstől, és azt is, hogy a birodalom szervezete korszerűsítésre szorul. Mária Terézia, hogy megnyerje a magyarok támogatását, az összehívott pozsonyi országgyűlésen előterjesztette kívánságait. A magyar rendek kezdetben ellenállást mutattak. Az uralkodónő személyesen jelent meg az országgyűlésen, gyászruhát viselve, karján fiával, a gyermek II. Józseffel. Ez később a híres pozsonyi jelenet-ként lett ismert. A fiatal királynő hatásos beszédet mondott, állítólag ezt követően mondták ki a jelenlévő magyar nemesek egybehangzóan: Vitam et sanguinem pro rege nostro!, azaz „Életünket és vérünket királyunkért!”. E közfelkiáltással kiálltak a király mellett, aki cserében érvénytelenítette III. Károly király néhány magyarellenes intézkedését, illetve törvényben rögzítette a nemesi földbirtokok adómentességét, továbbá engedélyezte a hadseregben a magyar nyelvű vezényletet. A királyi engedmények fejében 11 magyar huszárezred (mintegy 35 000 katona) harcolt az osztrák örökösödési háborúban a Habsburg trónért Európa hadszínterein. 1745-ben elhunyt a Habsburgok egyik fő ellenfele, Károly Albert bajor választófejedelem és német-római császár, ez tovább gyengítette a katonailag megrendült Habsburg-ellenes koalíciót. Károly Albert fia, III. Miksa választófejedelem különbékét kötött Mária Teréziával. Ennek nyomán Mária Terézia férjét I. Ferenc néven még 1745-ben német-római császárrá választották. Az osztrák örökösödési háborút 1748-ban az aacheni békeszerződés zárta le. Szilézia nagy része ugyan porosz kézre került, de Mária Terézia sikeresen elismertette osztrák főhercegnői trónját, és a Habsburgok nagyhatalmi státusza is fennmaradt. Ezt követően 1756 és 1763 között lezajlott a hétéves háború, amelyben Ausztria sikertelenül kísérelte meg Szilézia visszaszerzését. Így Mária Terézia uralkodásának közel fele háborúkkal telt el. Ez annyira kimerítette birodalmát, hogy a hétéves háború után az uralkodónő már inkább békére vágyott, és nem volt hajlandó belépni Nagy Katalin cárnő szövetségében az Oszmán Birodalom elleni 1768–74-es orosz–török háborúba, miután 1736-39-ből elég rossz tapasztalatai voltak.

### Kormányzati politikája

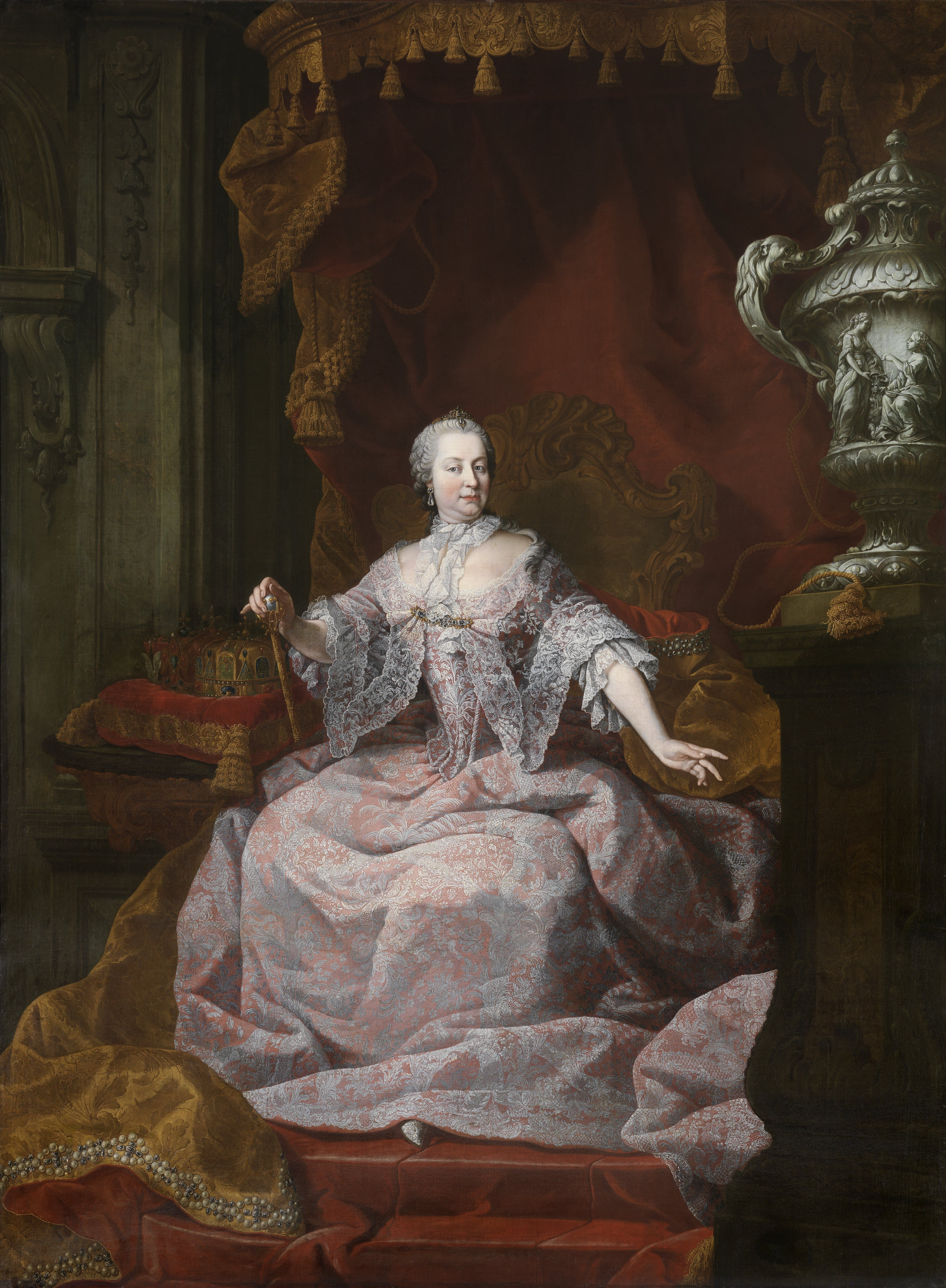
Matthias de Visch flamand festő alkotása, 1749

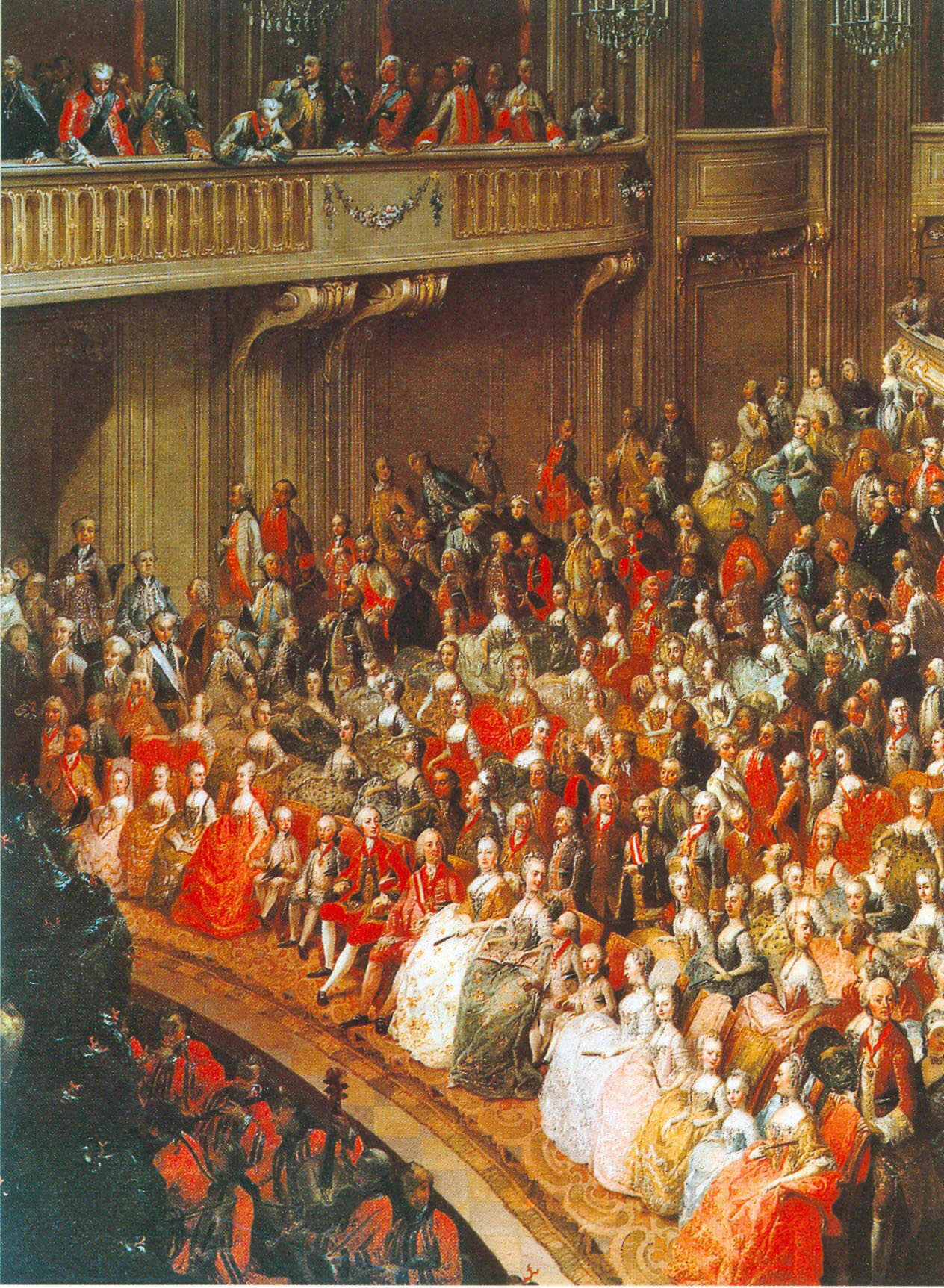
A teljes császári család 1763-ban a bécsi Hofburg palotában előadás közben, az első sorban középen Mária Terézia, jobbján férje, I. Ferenc császár Martin van Meytens festményén, Bécsi Szépművészeti Múzeum

Mária Terézia megszerezte, és meg is tartotta örökségét, ám a német-római császári koronát női mivolta miatt nem örökölhette, így férjéből, Ferencből lett német-római császár, ám az irányítás Mária Terézia kezében összpontosult, férje csak egyfajta titkárként segítette az uralkodó főhercegnő munkáját. Ám az uralkodónő nem tartott igényt arra, hogy az államirányítás kulcspozícióit csak a saját kezében tartsa, ehelyett következetesen és tudatosan kereste új tanácsadóit és vezető politikusait. Az egyik ilyen fő szerepet az osztrák diplomata, Wenzel Anton Eusebius von Kaunitz herceg foglalta el, aki az örökösödési háborút lezáró béketárgyalásokon is képviselte hazáját. Később párizsi követ, majd államkancellár is lett. Az ő nevéhez fűződik az osztrák külpolitika új vágányra terelése is. Az osztrákok között régóta fennálló franciaellenesség után tető alá hozta Franciaország és Ausztria szövetségét. Fontos szerepe volt továbbá a belpolitikában is, többek között ő dolgozta ki az uralkodónő magyarországi politikájának alapelveit is. 1749-ben nagy igazgatási reform kezdődött, amely központosította az osztrák örökös tartományok kormányzását. Ezt a reformot ugyan vissza kellett vonni, ám a rendiség visszaszorítása továbbra is érvényben maradt. Az uralkodónő gondolkodása, a korszellemnek megfelelően az volt, hogy az a természetes hierarchia, ha a férfiak a nők fölött állnak. Férje és társuralkodója, Ferenc, annak ellenére, hogy alig kapott szerepet a politikában, sosem érezhette úgy, hogy ez a hierarchia megfordult volna. Mária Terézia, a lányainak írt leveleiben hosszan oktatta őket erről, mint 1766-ban Mária Krisztina lányának írta, „Tudod, hogy mindenben alá vagyunk rendelve férjünknek, engedelmességgel tartozunk neki, egyetlen törekvésünk az kell legyen, hogy kiszolgáljuk, hasznosak legyünk számára, legjobb barátunkká tegyük.”.
Legfontosabb reformjai közé tartozik, hogy a végrehajtó hatalmat szétválasztotta az igazságszolgáltatástól, így már nem azok ellenőrizték a törvények, rendeletek végrehajtását, akiknek azt végre kellett volna hajtaniuk. 1761-ben Kaunitz kancellár javaslatára államtanácsot állított fel, amelynek segítségével a politikai döntések jelentős szakmai támogatást kaptak. Megszüntette ugyanakkor a 16. századtól működő titkos udvari tanácsokat. Komoly ellenállást váltott ki a királynő vámrendelete. Ez azt a célt szolgálta, hogy a birodalmon belüli munkamegosztást állandósítsa, valamint hogy a nemesség kikezdhetetlen adómentessége miatti jövedelemkiesés pótlását biztosítsa. Ennek érdekében külön vámvonalat húztak Magyarország és az örökös tartományok közé, amelyen a hazánkból kivitt iparcikkekre nagyon magas vámtételt határoztak meg. Ugyancsak magas vámot kellett fizetni akkor, ha nyersanyagot vagy mezőgazdasági terméket akartak kivinni a birodalmon kívülre. Alacsony volt viszont a vám az örökös tartományokból Magyarországra érkező iparcikkekre, és a magyar mezőgazdasági árukra, ha az örökös tartományokba vitték őket.
Mária Teréziának szívügye volt az oktatás. A Nagyszombati Egyetemet 1777-ben Budára helyeztette. 1773-ban feloszlatta a jezsuita rendet (ekkor válik állami egyetemmé a nagyszombati), növelte az állami iskolák számát, erősítette az állam felügyeletét az egyházi iskolákban, kísérletet tett az egységes tananyag bevezetésére: elrendelte a közhasznú tárgyak felvételét, gyakorlatiasabbá tette az iskolai tananyagot (a történelem tantárgy is ekkor került be a tanrendbe). 1777-ben kiadott tanügyi rendelete, a Ratio Educationis az állam irányítása alá helyezte és egységesen szabályozta a teljes magyarországi oktatásügyet. A közhiedelemmel ellentétben nem írt elő általános tankötelezettséget. A gimnázium megteremtésével összekötötte az elemi és a felsőfokú oktatást, tanítóképzőket állított fel, bővítette az egyetemi karokat, illetve újakat alapított. Támogatta továbbá az egészségügyet is. Elrendelte, hogy gondoskodni kell a szegények, betegek, öregek, és árvák ellátásáról.

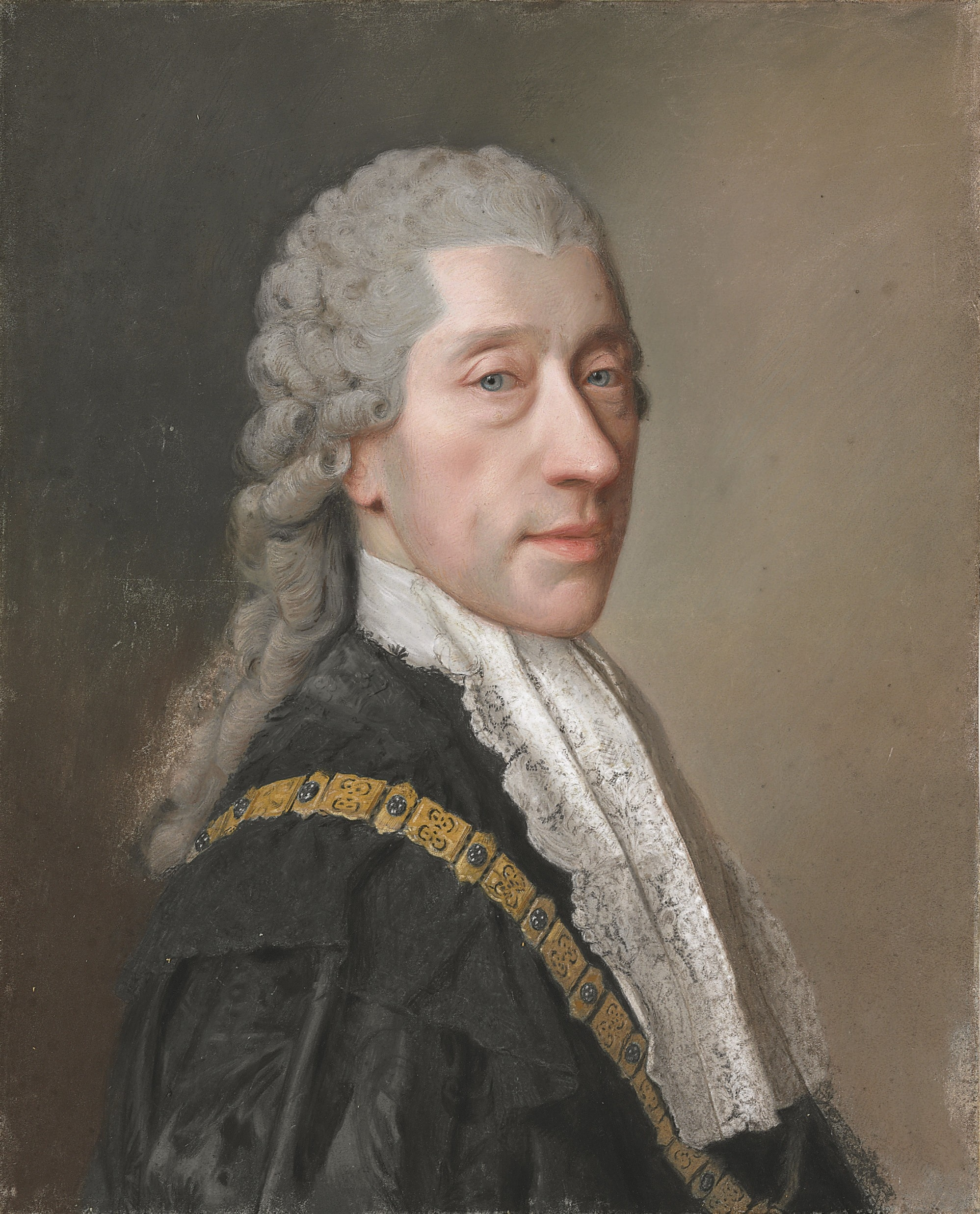
Wenzel Anton Eusebius von Kaunitz herceg

A hadsereg szervezetében is reformokra volt szükség. A régebbi rendszerről, hogy minden háborús alkalomra toboroztak zsoldosokat, most már áttértek az állandó hadseregre, de szakítottak azzal a rendszerrel, hogy a katonai alakulatokat városokban és falvakban szétszórva tartották, és ezek voltak kötelesek ellátásukról gondoskodni. Ezentúl az egyes csapatokat nagyobb egységekben, általában ezredenként együtt tartották, és az államhatalom központilag gondoskodott ellátásukról. Eddig minden ezrednek külön szabályzata volt, annak alapján gyakorlatozott és harcolt, még egyenruhájuk sem volt egységes. A reformok következtében ezeket is szabályozták.
1760. szeptember 11-én állította föl a „magyar királyi nemesi testőrséget”. Az 1764-es rendi gyűlés a 100 fiatal nemesből álló alakulatra évenként 100 000 forintot ajánlott fel, és szabályozta, hogy a jelölteket maguk a vármegyék ajánlják. Ezen kívül, Erdély külön 20.000 forintot adott húsz testőr ellátására. Az egész gárda 120 főből állt, mindenkori kapitánya a hadsereg tábornoki karának tagja volt, és az 1765. évi VI. törvénycikk alapján felvették Magyarország zászlósurai közé. E testőrség szerepe II. József uralkodása alatt csökkent, de egész 1848-ig nagy dicsőségnek számított a tagjának lenni. Az elitalakulatban szolgáltak a híres „testőrírók” is, akik lerakták a modern magyar irodalom alapjait: Bessenyei György, Orczy Lőrinc, Gvadányi József, Dugonics András, Pálóczi Horváth Ádám.
Mária Terézia igen buzgó katolikus volt, az eretnekektől irtózott, a zsidókat sem szerette, meg is próbálkozott kitiltásukkal országai területéről, de ezt kénytelen volt visszavonni, mert a gazdasági élet látta a kárát. 1740 és 1780 között a Gonzaga Eleonóra királyné által alapított Csillagkeresztes Rend védnökasszonya volt, ami a katolikus, jótékonykodó nemesasszonyok kitüntetése és szervezete volt. Minden buzgósága ellenére az egyházat állami kordában óhajtotta tartani. A pápai rendeleteket csak az ő engedélyével volt szabad kihirdetni, az egyházi bíróságok hatáskörét szigorúan egyházi ügyekre korlátozta. A szerzetesrendek külföldön székelő főnökeinek a birodalomba való látogatását megtiltotta, az egyházi ünnepek számát csökkentette. 1775-ben az erősödő külpolitikai nyomás hatására, két év késéssel, kénytelen volt feloszlatni birodalmában is a jezsuita rendet. Mária Terézia királynő 1777-ben úgy döntött, hogy Szombathelyet és Székesfehérvárt püspöki székhellyé teszi. A Szombathelyi egyházmegye területét a győri, a veszprémi és a zágrábi egyházmegyékből szakította ki. Első püspökévé VI. Piusz pápa engedélyével a rendkívül művelt Szily Jánost tette meg. A Fehérvári egyházmegye a veszprémi püspökség területéből alakult ki, első püspöke pedig Séllyei Nagy Ignác lett. Mária Terézia támogatta a görögkatolikus egyházszervezet fejlődését is. Eszterházy Károly egri püspök tiltakozása ellenére 1771-ben felállította a Munkácsi egyházmegyét, s ezzel az északkeleti vármegyékben élő görögkatolikusokat kivonta az egri főpásztor joghatósága alól. 1777-ben a Nagyváradi egyházmegyében élő görögkatolikusok számára is egyházmegyét (Nagyváradi Görögkatolikus egyházmegye) alapított. Ugyanebben az évben felállította a Kőrösi egyházmegyét is, mely a márcsai unióban (1611-ben) létrejött délvidéki görögkatolikus közösségek egyházkormányzati egysége lett. Az ellenreformáció addigi térhódításait jó néven vette, a protestáns vallásokat nem tűrte, Magyarországon és Erdélyben azonban nem tudott változtatni a meglévő vallási tolerancián.

### Magyarországi politikája

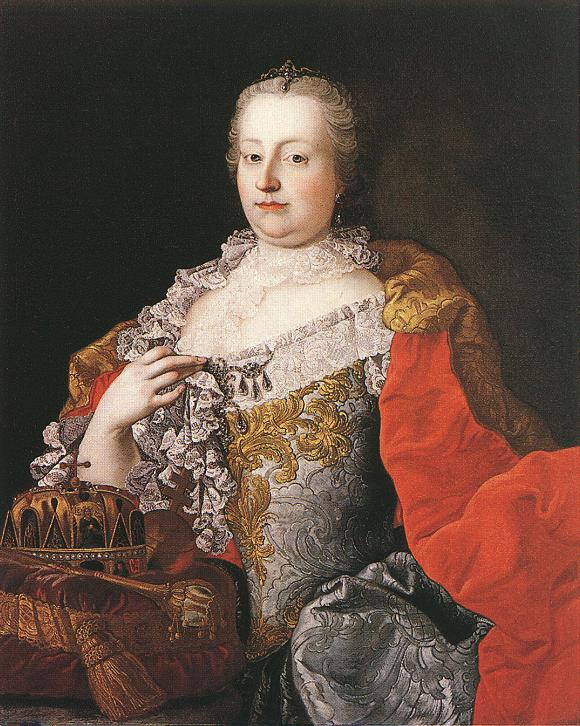
Portréja a Szent Koronával és a királyi jogarral az 1750-es években Meytens alkotásán, Szépművészeti Múzeum

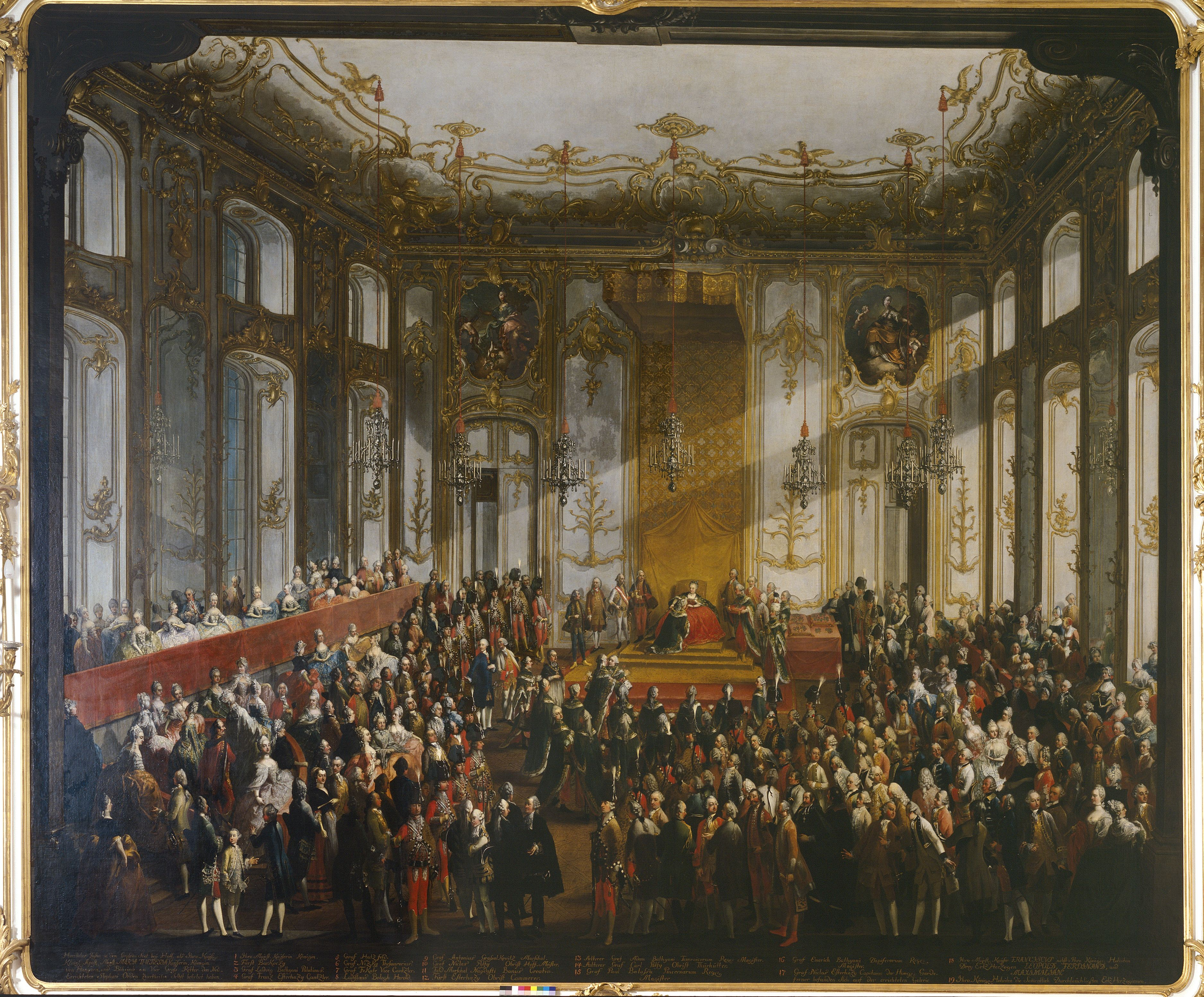
A Szent István-rend első beiktatási ceremóniája 1764-ben Meytens alkotásán, a bécsi Hofburg Második vagy Nagy Antecamerája

A bécsi udvar már évtizedek óta tervezte a magyarországi nemesség megadóztatását, (a birodalom osztrák felén a nemesség már régen adózott) azonban a magyar rendek mindig a leghatározottabban és egységesen felléptek ennek a kiváltságnak a védelmében. Az 1751. évi országgyűlésen újra kísérlet történt a nemesi adózás elfogadtatására, azonban ez a kísérlet is elbukott (1751. évi XIX.tc). A magyar nemesség azért, hogy a jövedelmét növelje, megnövelte a majorsági földeket a jobbágytelkek rovására, amely miatt az államot kár érte, hiszen a majorsági földek jövedelme után nem kellett adót fizetni a jobbágytelkek után pedig igen. Ezáltal csökkent a kereskedelemből származó adóbevétel, és az udvar ezt a földesúri jövedelemnövekedést akarta megcsapolni. Mária Terézia 1754-ben bevezette a kettős vámrendszert, amely erősen visszavetette a magyar ipar fejlődését. Ezen vámrendelet lényege, hogy a birodalmat önellátóvá tegye. A magyarországi agrártermékekre a birodalmon belül alacsony kiviteli vámot szabtak, kivéve azokat a cikkeket, amelyeket az örökös tartományokban is termeltek. Az Ausztriából és Csehországból származó iparcikkekre alacsony behozatali vámot kellett fizetni, míg a magyar kivitelt ezen a téren megnehezítették.
A hatalmas jobbágyterhek miatt Mária Terézia idején több jobbágyfelkelés (például: 1765–66 között a Dunántúlon) bontakozott ki. Miután a jobbágykérdés rendezését a magyar rendi országgyűlés elutasította, a királynő e kérdést rendeleti úton szabályozta. Ezt a rendeletet 1767-ben adták ki, melynek urbárium vagy úrbéri pátens volt a neve. Ebben részletesen az uralkodónő a földesurakkal szemben akarta megvédeni a jobbágyokat, illetve azok adózóképességét. Szabályozta a jobbágyok terheit, jogait és a jobbágytelek nagyságát. Minden jobbágy egy egész telek után heti egy nap igás vagy két nap gyalogrobottal (ingyenmunka) tartozott földesurának. A pénzadót teleknagyságtól függetlenül 1 forintban határozták meg. A robot mellett a termés egytizedét kitevő kilencedet is be kellett szolgáltatni a gabonából, borból, lenből, kenderből, valamint a méhkasok és bárányok után. Ezen felül bizonyos földesúri kiváltságokat évente egy-két napra átengedtek a jobbágyoknak, és a telekhatárokat rögzítették. Az urbáriumrendelet könnyített ugyan a jobbágyok helyzetén a nyugati területeken, de például az Alföldön nehezítette a megélhetést.
Mária Terézia nevéhez fűződik a Regulatio Cigarorum rendelet. Ekkor kezdődött a cigányok erőszakos integrálása és asszimilálása. 1761. november 13-án rendeletében megtiltotta a cigány nép elnevezésének további használatát, és az új elnevezésüket tette kötelezővé: újlakosok, újmagyarok, újparasztok (németül: Neubauer). Mária Terézia 1767. november 27-én kiadott rendeletével megtiltotta a cigányok egymás közti házasságát. Elrendelte az újparasztok félévenkénti összeírását, megtiltotta és büntette a döghúsevést.
1764-ben történt az az eseménysorozat, amelyet a történetírás madéfalvi veszedelem (Siculicidium: a székelyek lemészárlása) néven ismer. A bécsi udvar megbízta Adolf Nikolaus von Buccow tábornokot, hogy szervezzen Erdélyben két székely és két román határőrezredet. A székelyek többször föllázadtak az erőszakos sorozás és a nem megfelelő körülmények ellen. A Buccowot felváltó Siskovics József tábornok parancsot adott katonáinak Madéfalva ágyúzására, ahol a székelyek képviselői tanácskoztak. A mészárlásban körülbelül 400 személy, köztük nők és gyermekek, vesztette életét. Ekkor indult meg a székelyek tömeges kivándorlása Moldvába, illetve Bukovinába.
A magyarországi rendek számára Mária Terézia politikája valamivel kedvezőbb volt, mint apjáé, III. Károly királyé, de az ő uralkodása alatt is folytatódott a magyar rendek háttérbe szorítása. Elődjéhez hasonlóan Mária Terézia is folytatta a betelepítéseket Magyarországra. Az államkincstár költségén több tízezer német ajkú telepest hoztak a Birodalom nyugati tartományaiból, akiket Pest, Vecsés, Buda és Esztergom környékén, a Pilisben, Szatmár vármegyében (a Rákóczi-szabadságharc során kipusztult magyar lakosság helyébe), Baranyában, a Délvidéken és a Bánságban (e három utóbbi helyen a török hódoltság idején kipusztult magyar lakosság helyére) telepítettek le. A Bánságot, bár a magyar korona része volt, császári megbízott igazgatta, itt egészen 1778-ig megtiltották a magyar lakosság visszatelepülését. Mária Terézia uralkodása alatt Magyarország, a Bánság és Erdély területére 350-400 000 román települt be a Kárpátokon túlról. A Kárpátokon túlról való román bevándorlás és az elsősorban az Alföld keleti peremére irányuló erős magyar kivándorlás lényegesen megváltoztatta az erdélyi lakosság etnikai arányait. 1765-től uralkodásának végéig felvilágosult abszolutista módszerekkel kormányzott, ebben az időben országgyűlést sem hívott össze.

## Címei
Teljes uralkodói címei: Magyarország, Horvátország, Szlavónia, Dalmácia királya, 1758. június 3-tól Magyarország apostoli királya, Csehország királya, Ausztria főhercegnője, Erdély fejedelme, 1765-től Erdély nagyfejedelme, Karintia, Krajna, Stájerország, Brabant, Limburg, Luxemburg, Alsó-Lotaringia és Milánó hercegnője, Flandria, Hainaut, Burgundia (Franche-Comté) és Tirol grófnője, korabeli helynévhasználattal és helyesírással:
|  | „Magyar-, Cseh-, Dalmát-, Horvát-, Szlavonország, Ráma, Szerbország, Galiczia, Lodoméria, Kunország, Bolgárország királynője; Ausztria főherczege; Burgundia, Brabanita, Felső- és Alsó-Szilézia, Milano, Styria, Karinthia, Krajna, Mantua, Parma, Piacenza, Limburg, Luxemburg, Geldern és Württemberg herczege; Svévia fejedelme; a római szent birodalom, Burgau, Morva, Felső- és Alsó-Lausitz örgrófja; Habsburg, Flandria, Tyrol, Ferrete, Kyburg, Görcz, Gradiska és Artois grófja; Elsass tartománygrófja; Namur grófja; a vend őrgrófság, Pordenone, Salzburg és Mecheln ura; Lotaringia és Bar férjezett herczegasszonya, Etruria nagyherczegnője” |

## Utódai, hatása, értékelése
Férjének, I. Lotaringiai Ferenc császárnak 1765-ben bekövetkezett halála után legidősebb fia, József Benedek főherceg lett a császár, II. József néven. Ausztriában társuralkodóként kormányzott anyja mellett, bár anya és fia sok politikai kérdésben igen ellentétes álláspontot foglalt el. A felvilágosodás filozófusainak szellemében nevelkedett József a radikális reformokat sürgette, konzervatív gondolkodású anyja azonban nem fogadta el ezeket. A magyar és cseh királyi székben II. József követte, akit Magyarországon „kalapos király”-nak neveztek, mert nem fogadta el a magyar alkotmányt, és nem koronáztatta meg magát.

## Halála
A királyné néhány gyermeke himlő következtében halt meg. Fiának, Józsefnek első feleségét is a betegség vitte el és második felesége is elkapta. Mária Terézia második menyétől, Mária Jozefától kapta el a betegséget 1767-ben, amely az uralkodónő elővigyázatlanságának tudható be.
Mária Terézia élet és halál között volt. A bécsiek hatalmas rokonszenvvel voltak iránta: imádkoztak és miséket is mondtak érte. A királyné végül szerencsésen túlélte a betegséget, a hírt a császárváros üdvrivalgással fogadta. Ő azonban nem tudott ennek örülni, mivel lányát, Mária Jozefát, akinek épp akkor lett volna esküvője a nápolyi királlyal, elvesztette.
Ezek az emlékek később döntően befolyásolták Mária Terézia azon elhatározását, hogy támogassa családjában a himlő elleni védőoltást.
Nagyon megviselte férje halála. Utána már csakis feketében járt. Az ekkor már uralkodását elkezdő József fiával a kapcsolata egyre konfliktusosabb lett, mivel Mária Terézia hívő és konzervatív katolikus volt, József pedig a felvilágosodás eszméit követte, ezért anyja egyházellenesnek tartotta.
Mária Terézia 1780. november 29-én hunyt el Bécsben, tüdőgyulladás következtében.